# Oude Molen (As)
De Oude Molen of Theunissenmolen is een watermolen op de Bosbeek bij As.
Deze aan Oude Molenweg 69 gelegen bovenslagmolen fungeerde als korenmolen.

## Geschiedenis
De oudste schriftelijke vermelding van deze molen dateert uit 1470. In 1717 werd te As een tweede watermolen, de Nieuwe Molen, op de Bosbeek gebouwd.
Het huidige bakstenen gebouw is uit 1872. Het bestaat uit een woonhuis met haaks daarop het molenhuis. In 1966 vond nog een verbouwing plaats.
In 1976 werd de molen buiten werking gesteld en in 1993 werd de molen met zijn omgeving beschermd. Het binnenwerk was nog aanwezig en in 2007 werd de molen zodanig gerestaureerd dat ze weer maalvaardig is.